# 멜라카슬레타반도
멜라카슬레타반도(아이슬란드어: melrakkaslétta)는 아이슬란드 북부에 위치한 반도이다. 아이슬란드섬의 최북단 지점인 리프스타웅기반도가 속해있는 반도이기도 하다. 멜라카슬레타는 아이슬란드어로 북극여우 평원(Arctic Fox Plane)을 뜻한다.

## 역사
멜라카슬레타반도에서는 수 세기간 양 사육이 이루어졌으며, 농부들은 바다와 담수호에서 소규모 어업을 했다. 이 지역에는 솜털오리가 많이 서식해 오리의 솜털도 자주 채집되었다. 멜라카슬레타반도는 나무가 많지 않아 농부들은 반도 북부 해안에 떠밀려 온 유목을 사용하기도 하였다.
거대한 자연항구를 갖춘 멜라카슬레타반도의 마을들은 어장을 중심으로 발전했다. 제2차 세계 대전 이후 15년간 청어 어업은 침체기를 겪었지만, 1960년대 초에 새로운 호황이 시작되었다. 청어 어업은 1960년대에 절정에 달하여 많은 주민과 노동자들이 마을들로 유입되었다. 이러한 호황은 1968년 청어가 고갈될 때까지 지속되었다.
오늘날 멜라카슬레타반도의 주요 산업은 여전히 어업과 소규모 서비스업에 집중되어 있으나 최근 관광업이 조류 관찰을 중심으로 발전하고 있다. 아이슬란드 전역에서 조류 관찰을 기반으로 한 관광이 증가하고 있으며, 멜라카슬레타반도가 위치한 아이슬란드 북동부는 이러한 관광에 매우 적합하다. 이에 아이슬란드 북동부 지역의 사업체들은 북동부 아이슬란드 조류 관찰 트레일(Northeast Iceland Birding Trail)이라는 이름으로 이 지역의 조류 관찰 및 조류 관찰 관광을 장려하고 있다.

## 지리
멜라카슬레타반도는 아이슬란드 최북단의 저지대에 위치한다. 서쪽으로는 왹사르피외르뒤르, 동쪽으로는 시스틸피외르뒤르가 자리잡고 있다.멜라카슬레타반도는 아이슬란드 북부 화산 지대의 동쪽 가장자리에 있어 아이슬란드섬 내륙의 활화산에서 시작한 두 개의 홀로세 열곡대가 반도 북쪽까지 뻗어 있다.

### 지질
멜라카슬레타반도의 대부분은 플라이스토세 시기에 형성된 현무암으로 이루어져 있으나 반도의 서쪽 끝, 코파스케르의 북쪽 지역은 비교적 최근 형성된 응회암으로 이루어져 있다. 반도 서쪽 지역에는 비교적 최근 형성된 기반암이 많아 물이 쉽게 스며들기 때문에 이 지역에는 표층수가 많지 않다. 대신 물은 지하로 흐르다 해안가 근처나 단층이 지표면을 가로지르는 곳에서 샘물로 솟는다. 반면 북동쪽 지역의 기반암은 투과율이 낮아 물이 해안에서 내륙으로 흐르기 때문에 담수호, 못, 강이 형성된다.

### 하천
멜라카슬레타반도의 북부 해안은 조류가 많이 서식하고 완만한 경사의 자갈 퇴적층이 특징이다. 이 퇴적층은 만, 염습지, 기수 석호를 형성한다.

### 식생
멜라카슬레타반도에는 수많은 습지가 존재한다. 낮은 여름 기온과 높은 습도는 멜라카슬레타반도의 식생에 큰 영향을 끼쳤다. 멜라카슬레타반도의 식물들은 대부분 북극권에서 서식하는 이끼들이다. 멜라카슬레타반도에는 몇몇 종류의 멸종 위기 식물종이 서식한다. 멜라카슬레타반도는 다른 아이슬란드의 지역들과 마찬가지로 적은 종류의 포유류가 서식한다. 그러나 서식하는 조류의 종류는 매우 다양하여 최근 이를 이용한 관광 사업이 성행 중이다.

## 같이 보기
- 리프스타웅기반도